# ديفيد كامبل (سياسي بريطاني)
ديفيد كامبل (بالإنجليزية: David Campbell)‏ هو سياسي بريطاني (وحمل سابقاً جنسية المملكة المتحدة لبريطانيا العظمى وأيرلندا)، ولد في 29 يناير 1891 في الهند، وتوفي في 12 يونيو 1963. حزبياً، نشط في حزب ألستر الوحدوي. في الانتخابات الفرعية في مجلس العموم البريطاني ‏، انتخب عضو برلمان المملكة المتحدة الـ40 عن دائرة بلفاست الجنوبية (4 نوفمبر 1952 – 6 مايو 1955) وفي الانتخابات العامة في المملكة المتحدة 1955 ‏، انتخب عضو البرلمان الحادي والأربعين للمملكة المتحدة ‏ عن دائرة بلفاست الجنوبية (26 مايو 1955 – 18 سبتمبر 1959) وفي الانتخابات العامة في المملكة المتحدة 1959 ‏، انتخب عضو البرلمان الثاني والأربعون للمملكة المتحدة ‏ عن دائرة بلفاست الجنوبية (8 أكتوبر 1959 – 12 يونيو 1963).